# Eudarluca caricis
Eudarluca caricis är en svampart som först beskrevs av Antonius de Bivona-Bernardi, och fick sitt nu gällande namn av O.E. Erikss. 1966. Eudarluca caricis ingår i släktet Eudarluca och familjen Phaeosphaeriaceae.  Arten är reproducerande i Sverige. Inga underarter finns listade i Catalogue of Life.